# Oglinda neagră
a nu se confunda cu Black Mirror, film din 1981
Oglinda neagră (Black Mirror) este un serial britanic antologic, SF, thriller, dramă, satiră creat de Charlie Brooker. A fost transmis în premieră de Channel 4 la 4 decembrie 2011 (ca un film antologie cu 3 părți care ulterior a devenit sezonul I). Serialul analizează societatea modernă, în special consecințele neașteptate ale noilor tehnologii. Episoadele sunt independente și de obicei au loc într-o realitate alternativă sau în viitorul apropiat, adesea cu un ton întunecat și satiric, deși unele episoade sunt mai  experimentale și mai ușoare. 
Serialul s-a inspirat din alte seriale antologie mai vechi (de exemplu The Twilight Zone) care au reușit să se ocupe de subiecte controversate, contemporane, fără teama de cenzură. Creatorul Charlie Brooker a dezvoltat Black Mirror pentru a scoate în evidență subiecte legate de relația umană cu tehnologia, creând povestiri care prezintă "modul în care trăim acum - și felul în care s-ar putea să trăim peste 10 minute dacă suntem [prea] agitați".
Primele două sezoane/serii ale serialului au avut premiera pe canalul britanic Channel 4 în decembrie 2011 și, respectiv, februarie 2013. După adăugarea sa în grila de programe în decembrie 2014, Netflix a achiziționat serialul în septembrie 2015. Netflix a comandat o serie de 12 episoade,  mai târziu împărțite în sezonul III (seria a treia) și sezonul IV (seria a patra), fiecare cu șase episoade; primul sezon a fost lansat pe 21 octombrie 2016, iar cel din urmă pe 29 decembrie 2017. Sezonul V a fost anunțat la 5 martie 2018. Un film interactiv independent, Black Mirror: Bandersnatch, a fost lansat la 28 decembrie 2018.
Serialul a avut recenzii pozitive din partea criticii, a primit numeroase premii și nominalizări și a devenit notabil la nivel internațional, în special în Statele Unite, după adăugarea sa la grila de programe Netflix. Două episoade, "San Junipero" (din seria a treia) și "USS Callister" (seria a patra), au câștigat în total șase premii Emmy, ambele episoade câștigând Premiul Primetime Emmy pentru cel mai bun film produs pentru televiziune.

## Prezentare generală
| Sezonul | Sezonul | Episoade | Episoade | Premiera TV       | Premiera TV       | Premiera TV |
| Sezonul | Sezonul | Episoade | Episoade | Prima lansare     | Ultima lansare    | Reţea       |
| ------- | ------- | -------- | -------- | ----------------- | ----------------- | ----------- |
|         | 1       | 3        | 3        | 4 decembrie 2011  | 18 decembrie 2011 | Channel 4   |
|         | 2       | 3        | 3        | 11 februarie 2013 | 25 februarie 2013 | Channel 4   |
|         | Special | Special  | Special  | 16 decembrie 2014 | 16 decembrie 2014 | Channel 4   |
|         | 3       | 6        | 6        | 21 octombrie 2016 | 21 octombrie 2016 | Netflix     |
|         | 4       | 6        | 6        | 29 decembrie 2017 | 29 decembrie 2017 | Netflix     |
|         | Film    | Film     | Film     | 28 decembrie 2018 | 28 decembrie 2018 | Netflix     |
|         | 5       | 3        | 3        | 5 iunie 2019      | 5 iunie 2019      | Netflix     |

## Episoade

### Sezonul I (2011)
| Nr. în serial | Nr. în serie | Titlu                       | Regizat de    | Scris de                    | Data difuzării    | UK telespectatori (milioane) |
| --- | ------------ | --------------------------- | ------------- | --------------------------- | ----------------- | ---------------------------- |
| 1 | 1            | „The National Anthem”       | Otto Bathurst | Charlie Brooker             | 4 decembrie 2011  | 2.07                         |
| Prințesa Susannah este răpită și singura cerere a teroriștilor este ca prim ministrul Michael Callow să facă sex cu un porc în direct la toate canalele de televiziune. În rolurile principale: Rory Kinnear și Lindsay Duncan. |              |                             |               |                             |                   |                              |
| 2 | 2            | „Fifteen Million Merits”    | Euros Lyn     | Charlie Brooker & Kanak Huq | 11 decembrie 2011 | 1.52                         |
| Această parte este o satiră a emisiunilor de talent-show, acțiunea are loc într-o versiune sarcastică a acestei lumi în care oamenii trăiesc înconjurați de monitoare care îi obligă să vadă diferite reclame, în caz că refuză sunt penalizați. În rolurile principale: Daniel Kaluuya, Jessica Brown Findlay și Rupert Everett.                      |              |                             |               |                             |                   |                              |
| 3 | 3            | „The Entire History of You” | Brian Welsh   | Jesse Armstrong             | 18 decembrie 2011 | 0.87                         |
| Filmul are loc într-un univers paralel în care fiecare persoană are implantată o granulă cu ajutorul căreia își înregistrează întreaga viața și cu ajutorul căreia salvează și revede ce momente dorește. Intriga se învârte în jurul unui soț gelos care descoperă o aventură a soției sale. În rolurile principale: Toby Kebbell și Jodie Whittaker. |              |                             |               |                             |                   |                              |

### Sezonul II (2013)
| Nr. în serial                                                        | Nr. în serie | Titlu              | Regizat de    | Scris de        | Data difuzării    | UK telespectatori (milioane) |
| -------------------------------------------------------------------- | ------------ | ------------------ | ------------- | --------------- | ----------------- | ---------------------------- |
| 4                                                                    | 1            | „Be Right Back”    | Owen Harris   | Charlie Brooker | 11 februarie 2013 | 2.01                         |
| În rolurile principale: Hayley Atwell și Domhnall Gleeson.           |              |                    |               |                 |                   |                              |
| 5                                                                    | 2            | „White Bear”       | Carl Tibbetts | Charlie Brooker | 18 februarie 2013 | 1.69                         |
| În rolurile principale: Lenora Crichlow și Michael Smiley.           |              |                    |               |                 |                   |                              |
| 6                                                                    | 3            | „The Waldo Moment” | Bryn Higgins  | Charlie Brooker | 25 februarie 2013 | 1.28                         |
| În rolurile principale: Daniel Rigby, Chloe Pirrie și Jason Flemyng. |              |                    |               |                 |                   |                              |

### Special (2014)
| Nr. în serial                                                               | Titlu             | Regizat de    | Scris de        | Data difuzării    | UK telespectatori (milioane) |
| --------------------------------------------------------------------------- | ----------------- | ------------- | --------------- | ----------------- | ---------------------------- |
| 7                                                                           | „White Christmas” | Carl Tibbetts | Charlie Brooker | 16 decembrie 2014 | 1.66                         |
| În rolurile principale: Jon Hamm, Rafe Spall, Oona Chaplin și Natalia Tena. |                   |               |                 |                   |                              |

### Sezonul III (2016)
| Nr. în serial                                                                                       | Nr. în serie | Titlu                 | Regizat de       | Scris de                                                            | Data lansării     |
| --------------------------------------------------------------------------------------------------- | ------------ | --------------------- | ---------------- | ------------------------------------------------------------------- | ----------------- |
| 8                                                                                                   | 1            | „Nosedive”            | Joe Wright       | Poveste de: Charlie Brooker Scenariu de: Rashida Jones & Mike Schur | 21 octombrie 2016 |
| În rolurile principale: Bryce Dallas Howard, Alice Eve, Cherry Jones și James Norton.               |              |                       |                  |                                                                     |                   |
| 9                                                                                                   | 2            | „Playtest”            | Dan Trachtenberg | Charlie Brooker                                                     | 21 octombrie 2016 |
| În rolurile principale: Wyatt Russell, Hannah John-Kamen, Wunmi Mosaku și Ken Yamamura.             |              |                       |                  |                                                                     |                   |
| 10                                                                                                  | 3            | „Shut Up and Dance”   | James Watkins    | Charlie Brooker & William Bridges                                   | 21 octombrie 2016 |
| În rolurile principale: Alex Lawther și Jerome Flynn.                                               |              |                       |                  |                                                                     |                   |
| 11                                                                                                  | 4            | „San Junipero”        | Owen Harris      | Charlie Brooker                                                     | 21 octombrie 2016 |
| În rolurile principale: Gugu Mbatha-Raw și Mackenzie Davis.                                         |              |                       |                  |                                                                     |                   |
| 12                                                                                                  | 5            | „Men Against Fire”    | Jakob Verbruggen | Charlie Brooker                                                     | 21 octombrie 2016 |
| În rolurile principale: Malachi Kirby, Madeline Brewer, Ariane Labed, Sarah Snook și Michael Kelly. |              |                       |                  |                                                                     |                   |
| 13                                                                                                  | 6            | „Hated in the Nation” | James Hawes      | Charlie Brooker                                                     | 21 octombrie 2016 |
| În rolurile principale: Kelly Macdonald, Faye Marsay și Benedict Wong.                              |              |                       |                  |                                                                     |                   |

### Sezonul IV (2017)
| Nr. în serial                                                                                                   | Nr. în serie | Titlu           | Regizat de     | Scris de                          | Data lansării     |
| --- | ------------ | --------------- | -------------- | --------------------------------- | ----------------- |
| 14 | 1            | „USS Callister” | Toby Haynes    | Charlie Brooker & William Bridges | 29 decembrie 2017 |
| În rolurile principale: Jesse Plemons, Cristin Milioti, Jimmi Simpson, Michaela Coel și Billy Magnussen.        |              |                 |                |                                   |                   |
| 15 | 2            | „Arkangel”      | Jodie Foster   | Charlie Brooker                   | 29 decembrie 2017 |
| În rolurile principale: Rosemarie DeWitt, Brenna Harding și Owen Teague.                                        |              |                 |                |                                   |                   |
| 16 | 3            | „Crocodile”     | John Hillcoat  | Charlie Brooker                   | 29 decembrie 2017 |
| În rolurile principale: Andrea Riseborough, Kiran Sonia Sawar, Andrew Gower, Anthony Welsh și Claire Rushbrook. |              |                 |                |                                   |                   |
| 17 | 4            | „Hang the DJ”   | Tim Van Patten | Charlie Brooker                   | 29 decembrie 2017 |
| În rolurile principale: Georgina Campbell și Joe Cole.                                                          |              |                 |                |                                   |                   |
| 18 | 5            | „Metalhead”     | David Slade    | Charlie Brooker                   | 29 decembrie 2017 |
| În rolurile principale: Maxine Peake.                                                                           |              |                 |                |                                   |                   |
| 19 | 6            | „Black Museum”  | Colm McCarthy  | Charlie Brooker                   | 29 decembrie 2017 |
| În rolurile principale: Douglas Hodge și Letitia Wright.                                                        |              |                 |                |                                   |                   |

### Film (2018)
| Titlu                                                                                                | Regizat de  | Scris de        | Data lansării     |
| --- | ----------- | --------------- | ----------------- |
| Bandersnatch                                                                                         | David Slade | Charlie Brooker | 28 decembrie 2018 |
| În rolurile principale: Fionn Whitehead, Will Poulter, Craig Parkinson, Alice Lowe și Asim Chaudhry. |             |                 |                   |

### Sezonul V (2019)
| Nr. în serial | Nr. în serie | Titlu                         | Regizat de    | Scris de        | Data lansării |
| --- | ------------ | ----------------------------- | ------------- | --------------- | ------------- |
| 20 | 1            | „Striking Vipers”             | Owen Harris   | Charlie Brooker | 5 iunie 2019  |
| Danny organizează o petrecere cu soția sa Theo. Vechiul său prieten Karl îi prezintă cel mai recent joc Striking Vipers, din seria pe care obișnuiau s-o joace împreună. Este un joc de lupte, acum experimentat în realitate virtuală. În aceea noapte, Danny și Karl joacă rolul lui Lance și, respectiv, Roxette, simțind toate senzațiile fizice ale corpului personajelor. După o rundă de lupte, cad unul peste altul și se sărută. Încep să facă des sex în joc. La aniversarea nunții lor, Theo se confruntă cu Danny, observând că este mai retras și acesta întrerupe aranjamentul cu Karl. La următoarea zi de naștere a lui Danny, Theo îl invită pe Karl. Cei doi se ceartă, dar apoi fac din nou sex în joc. Încearcă să se sărute în viața reală, dar cad de acord că nu există nicio scânteie între ei. O luptă fizică duce la arestarea lor peste noapte. Mai târziu, ca parte a unui acord, Danny joacă Striking Vipers cu Karl, în timp ce Theo merge la un bar fără verighetă și se întâlnește cu străini. |              |                               |               |                 |               |
| 21 | 2            | „Smithereens”                 | James Hawes   | Charlie Brooker | 5 iunie 2019  |
| 22 | 3            | „Rachel, Jack and Ashley Too” | Anne Sewitsky | Charlie Brooker | 5 iunie 2019  |

### Sezonul VI (2023)
| Nr. în serial | Nr. în serie | Titlu            | Regizat de     | Scris de                       | Data lansării |
| --- | ------------ | ---------------- | -------------- | ------------------------------ | ------------- |
| 23 | 1            | „Joan Is Awful”  | Ally Pankiw    | Charlie Brooker                | 15 iunie 2023 |
| Distribuție: Annie Murphy și Salma Hayek |              |                  |                |                                |               |
| 24 | 2            | „Loch Henry”     | Sam Miller     | Charlie Brooker                | 15 iunie 2023 |
| Distribuție: Samuel Blenkin, Myha'la Herrold, Daniel Portman și Monica Dolan |              |                  |                |                                |               |
| 25 | 3            | „Beyond the Sea” | John Crowley   | Charlie Brooker                | 15 iunie 2023 |
| Distribuție: Aaron Paul, Josh Hartnett și Kate Mara |              |                  |                |                                |               |
| 26 | 4            | „Mazey Day”      | Uta Briesewitz | Charlie Brooker                | 15 iunie 2023 |
| Distribuție: Zazie Beetz, Clara Rugaard și Danny Ramirez |              |                  |                |                                |               |
| 27 | 5            | „Demon 79”       | Toby Haynes    | Charlie Brooker & Bisha K. Ali | 15 iunie 2023 |
| Un titlu prezintă episodul ca un film din seria „Oglinda roșie”. În 1979, Nida lucrează la un magazin universal. Oamenii de la slujba ei, Frontul Național și politicianul conservator Michael Smart îi arată clar că nu este binevenită în Anglia. Ea descoperă un talisman care dezlănțuie un demon, Gaap, în prima sa misiune. Odată cu apariția lui Bobby Farrell de la Boney M., Gaap îi spune Nidei că trebuie să omoare trei oameni în tot atâtea zile pentru a evita sfârșitul lumii. Nida ucide un trecător care își molestează fiica. Un bărbat care și-a ucis soția o invită pe Nida acasă pentru sex; ea îl ucide pe el și pe fratele lui, care apare în timp ce ea pleacă. Moartea criminalului este ignorată, așa că îi mai rămâne o crimă: Nida îl țintește pe Smart, care este văzut într-o premoniție că va deveni prim-ministru cu o agendă ultra-naționalistă. Ea îl gonește de pe șosea, dar este reținută de un ofițer de poliție înainte de a îl ucide. La miezul nopții, Nida este în camera de interogatoriu dar începe un război nuclear. Nida se alătură lui Gaap, care este alungat de demoni, într-un vid etern. Distribuție: Anjana Vasan și Paapa Essiedu |              |                  |                |                                |               |